# Charles Thias
Charles Thias (Illinois, 15 novembre 1879 - San Francisco, 19 novembre 1922) fut un ancien tireur à la corde américain. Il a participé aux Jeux olympiques de 1904 et remporta la médaille d'argent avec l'équipe américaine St. Louis Southwest Turnverein №2.